# Chmielno (gromada w powiecie kartuskim)
Chmielno – dawna gromada, czyli najmniejsza jednostka podziału terytorialnego Polskiej Rzeczypospolitej Ludowej w latach 1954–1972.
Gromady, z gromadzkimi radami narodowymi (GRN) jako organami władzy najniższego stopnia na wsi, funkcjonowały od reformy reorganizującej administrację wiejską przeprowadzonej jesienią 1954 do momentu ich zniesienia z dniem 1 stycznia 1973, tym samym wypierając organizację gminną w latach 1954–1972.
Gromadę Chmielno z siedzibą GRN w Chmielnie utworzono – jako jedną z 8759 gromad na obszarze Polski – w powiecie kartuskim w woj. gdańskim na mocy uchwały nr 17/III/54 WRN w Gdańsku z dnia 5 października 1954. W skład jednostki weszły obszary dotychczasowych gromad Chmielno, Garcz, Zawory i Kożyczkowo (bez obszaru parcel Nr Nr 8–14, 23–27, 29–36, 830/15, 831/15, 832/15, 776/108, 777/111, 7778/112, 779/112, 780/112, 781/112, 782/112, 783/112, 784/112, 785/112, 786/112, 788/112, 787/112, 112–116 i 120) oraz osada Babino z dotychczasowej gromady Reskowo ze zniesionej gminy Chmielno, a także parcele Nr Nr 411/119, 412/118, 413/118 i 414/117 z obszar obrębu kat. Łapalice z dotychczasowej gromady Łapalice ze zniesionej gminy Kartuzy – w tymże powiecie. Dla gromady ustalono 20 członków gromadzkiej rady narodowej.
Na mocy uchwały Nr 9/XI/56 WRN w Gdańsku z 16 maja 1956, zatwierdzonej uchwałą Nr 559/56 Rady Ministrów z 11 września 1956, do gromady Chmielno włączono obszar parcel kat. Nr Nr 1, 243-245, 247-256 i 671/110 (karta mapy Nr 1, obręb Reskowo) z gromady Miechucino w tymże powiecie.
1 stycznia 1960 do gromady Chmielno włączono obszar zniesionej gromady Miechucino w tymże powiecie.
Gromada przetrwała do końca 1972 roku, czyli do kolejnej reformy gminnej. 1 stycznia 1973 w powiecie kartuskim w woj. gdańskim reaktywowano zniesioną w 1954 roku gminę Chmielno (od 1999 w woj. pomorskim).